# Sentein
Sentein é uma comuna francesa na região administrativa de Occitânia, no departamento de Ariège. Estende-se por uma área de 59,18 km². Em 2010 a comuna tinha 156 habitantes (densidade: 2,6 hab./km²).